# 冯秋萍
冯秋萍（1911年—2001年），女，浙江上虞人，中国绒线编结艺术家、教育家，上海工艺美术特级大师。